# Naval Group
O Naval Group é um grupo industrial francês especializado em projeto, desenvolvimento e construção de defesa naval. Sua sede está localizada em Paris.
Herdeira dos estaleiros navais franceses iniciados em 1631 pelo Cardeal Richelieu e da Direction des Constructions et Armes Navales ( DCAN ), que se tornou Direction des Constructions Navales ( DCN ) em 1991, e depois DCNS em 2007, a empresa foi renomeada Naval Group, em 2017. Seus dois principais acionistas são o Estado francês, com 62,49% de participação (através da Agence des participações de l'État ) e o Grupo Thales (com 35% de participação).
O Naval Group emprega cerca de 16000 pessoas em 18 países.

## História

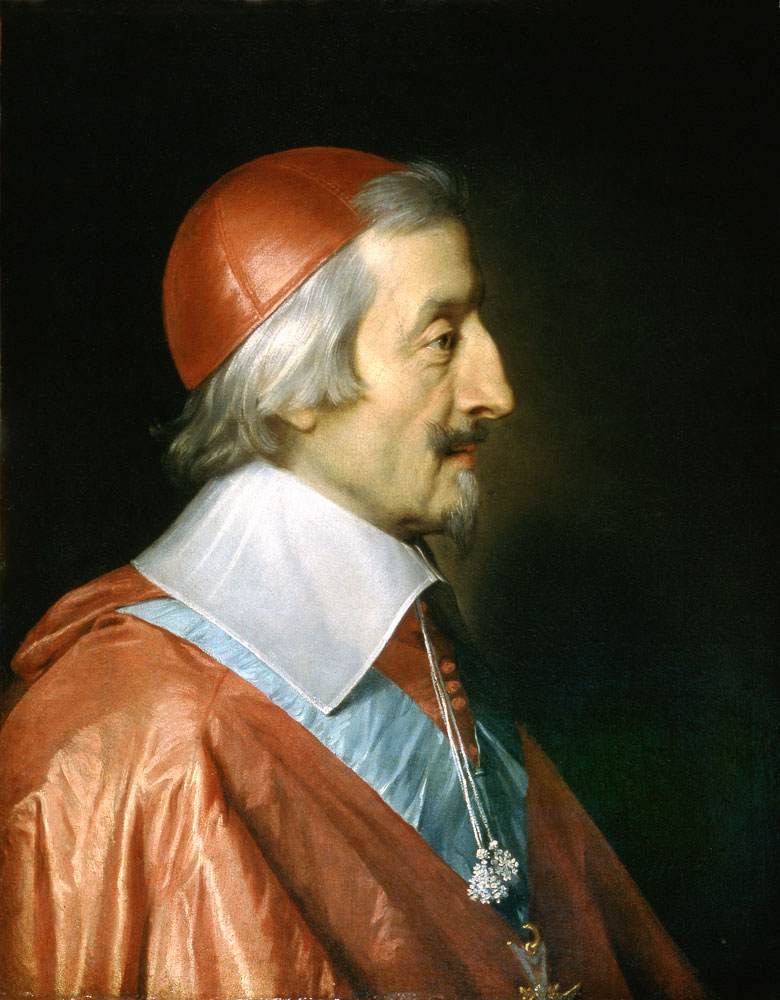
Cardeal Richelieu (1585-1642), fundador

O Naval Group tem uma herança de quase 400 anos. Os principais estaleiros navais foram construídos na França em Brest (1631), Nantes-Indret (1771), Lorient (1778) e, posteriormente, em Cherbourg (1813). Outros viriam a seguir. Já em 1926, o que hoje conhecemos como Naval Group, já possuía todas as instalações agora detidas pelo grupo, na França continental.

### O nascimento dos estaleiros navais
Em 1624, o cardeal Richelieu, que era primeiro-ministro do Rei Luís XIII, concebeu uma política destinada a expandir as capacidades marítimas da França, que foi posta em prática a partir de 1631, com a criação da frota Ponant, no Atlântico, e a frota Levant, no Mediterrâneo, a fundação dos estaleiros de Brest e a extensão dos estaleiros de Toulon construídos sob o rei Henrique IV.
A política foi continuada por Colbert, Ministro da Marinha de Luís XIV, que desenvolveu vários estaleiros importantes. Ele ampliou os estaleiros em Toulon, ordenou a escavação das docas em Brest e fundou os estaleiros de Rochefort. Seu filho, Seignelay, que o sucedeu em 1683, seguiu seus passos.
A rede de estaleiros da Marinha Real Francesa foi reforçada no século XVIII. Em 1750, o Marquês de Montalembert converteu uma antiga fábrica de papel em uma forja, a fim de produzir canhões, em Ruelle-sur-Touvre . Em 1777, Antoine de Sartine, Ministro da Marinha de Luís XVI, abriu uma fundição de canhões perto dos estaleiros navais, em Indret. No mesmo ano, começaram os trabalhos de desenvolvimento do porto de Cherbourg, que foi concluído em 1813. Em 1778, os estaleiros navais de Lorient sucederam a La Compagnie des Indes du port de L'Orient .
Os estaleiros navais em Rochefort foram fechados em 1926. Em 193, o estabelecimento em Saint-Tropez foi inaugurado no antigo local da empresa Schneider, especializada em torpedos. A essa altura, a maioria dos parques industriais franceses do Grupo Naval já existia e não mudou desde então.

### Industrialização e inovações técnicas
Durante o século XIX, os estaleiros navais sofreram uma transformação à medida que a frota de veleiros foi substituída por embarcações motorizadas. Os locais foram industrializados e gradualmente especializados. Em 1865, os estaleiros navais de Brest tornaram-se exclusivamente militares, com o encerramento do porto de Penfeld aos navios comerciais. Em 1898, depois de se especializar na construção de navios com hélices em vez de velas, os estaleiros de Cherbourg foram incumbidos exclusivamente da construção de submarinos. Finalmente, em 1927, um decreto definiu definitivamente as missões dos vários estaleiros navais: Brest e Lorient foram encarregados da construção de grandes navios; Cherbourg com a construção de submarinos; Toulon, Bizerte e Saigon se encarregaram da manutenção de a frota.
Esta racionalização das funções dos estaleiros navais foi acompanhada por inovações técnicas e militares e pela produção de navios a um ritmo mais acelerado, num contexto de corrida armamentista e colonização. Em 1858, o Gloire, o primeiro navio de guerra oceânico do mundo, partiu dos estaleiros de Toulon. A década de 1860 viu a chegada dos primeiros torpedeiros e submarinos militares, com o lançamento do Plongeur, em 1863. Os problemas técnicos experimentados por este primeiro submarino motorizado fizeram com que ele permanecesse um protótipo em vez de um navio de guerra operacional. Mas abriu caminho para a construção do Gymnote, em 1886, e do Le Narval em 1899, que foram os primeiros submarinos torpedeiros operacionais da história.
A produção de navios pesados de superfície também foi intensificada na década de 1910. Vários navios de guerra foram construídos antes do início da Primeira Guerra Mundial, e a frota foi reforçada pelo Richelieu, de 35 mil toneladas, em 1939.

### Reorganização das atividades
Em 1946, uma revisão dos estaleiros navais franceses completou as atribuições dos diversos locais anunciadas no decreto de 1927. Brest foi encarregado da produção e reparo de navios de grande porte, Lorient com a construção de navios de médio porte, Cherbourg com submarinos e Toulon com reparo e manutenção da frota. Entre os locais do interior, Indret assumiu as atividades de propulsão de navios, Ruelle a construção de canhões, peças grandes e eletrônicos, Saint-Tropez a produção de torpedos e Guérigny a construção de correntes e âncoras navais. Cinco parques estão localizados no exterior: Mers el-Kébir, Bizerte, Dakar, Diego-Suarez e Papeete .
Até 1961, a marinha francesa mantinha e reparava a sua própria frota, através das Directions des Constructions et Armes Navales (DCAN), nos estaleiros navais. Os engenheiros que trabalhavam nos DCANs eram oficiais da divisão de engenharia da marinha francesa. Nessa época, os estaleiros se desvincularam da Marinha, oportunizando a diversificação de suas atividades na década de 1970.
Um único DCAN cobria todos os estaleiros navais continentais e ultramarinos, reportando-se à Direção Técnica de Construções Navais (DTCN). Por sua vez, a DTCN respondia à Délégation Ministérielle pour l'Armement (DMA), instituída por Michel Debré . Em 1977, la DMA tornou-se a Délégation Générale de l'Armement (DGA). O objetivo desta reforma era centralizar todas as capacidades de projeto e construção das Forças Armadas em uma única delegação de Forças Armadas operando sob a autoridade do governo.
Em 1958, o lançamento oficial, pelo general de Gaulle, do programa nuclear militar francês e da política de dissuasão levaram à reestruturação da indústria de defesa e da tecnologia de defesa.
O projeto Cœlacanthe reuniu a DTCN e a Comissão Francesa de Energias Alternativas e Energia Atômica, e em 1971, Redoutable, o primeiro submarino nuclear francês lançador de mísseis, entrou em serviço.

### Transformação em empresa
O clima econômico internacional e a descolonização na década de 1970 levaram a DCAN a se aventurar em novos mercados. A perda dos estaleiros navais ultramarinos foi agravada pela redução das necessidades de navios da Marinha Francesa e pelo aumento da dificuldade em obter financiamento. Essa tendência ganhou mais força após o fim da Guerra Fria, apesar da diversificação das atividades da DCAN, que passou a incluir a manutenção da rede elétrica e a remoção de minas do litoral. Algumas divisões  também se especializaram em projetos civis: Brest construiu caminhões, Guérigny fez máquinas agrícolas e Toulon produziu embarcações civis (iates).
Mas, para além das carteiras de encomendas, foi o estatuto público da DCAN que foi progressivamente posto em causa, passando a ser considerado um obstáculo administrativo ao desenvolvimento do potencial dos estaleiros navais franceses.
Essa transformação ocorreu em várias etapas. Em 1991, o DCAN foi batizado de DCN (Direction des Construction Navales). No mesmo ano, foi criada a DCN Internacional. A missão era promover as atividades da DCN em escala internacional e facilitar a exportação de seus produtos.
Em 1992, as atividades do DCN para o Estado francês foram vinculadas ao Departamento de Programas Navais (SPN), que era a entidade adjudicante dos navios da marinha francesa. Desde então, a DCN passou a ser responsável apenas pelas atividades industriais, mantendo-se como parte da DGA. Esta mudança de estatuto permitiu à DCN International fornecer à DCN apoio comercial e jurídico no desenvolvimento do seu comércio internacional,  desde o final da década de 1990.
A estratégia de desenvolvimento prosseguida pela DCN International resultou na assinatura de vários contratos importantes. Em 1994, três submarinos da Classe Agosta foram entregues ao Paquistão e, em 1997, dois da classe  Scorpène foram construídos para o Chile. Um contrato também foi ganho em 2000 para fornecer seis fragatas da classe Formidable para Singapura. Em 2007, foi assinado um contrato com a Malásia para dois submarinos Scorpène, através da subsidiária Armaris.
A DCN também ganhou contratos na área de perfuração offshore de petróleo. Em 1997, a planta de Brest modernizou a plataforma Sedco 707 e agora constrói plataformas de petróleo do tipo SFX.
Em 1999, a DCN tornou-se uma agência com autoridade nacional (SCN), subordinada diretamente ao Ministério da Defesa. Finalmente, em 2001, o governo francês decidiu transformar a DCN em uma empresa pública de sociedade anônima. A mudança de status entrou em vigor em 2003. A DCN tornou-se apenas DCN, que já não significava Direction des Constructions Navales .

### O desenvolvimento e a continuação do grupo DCNS

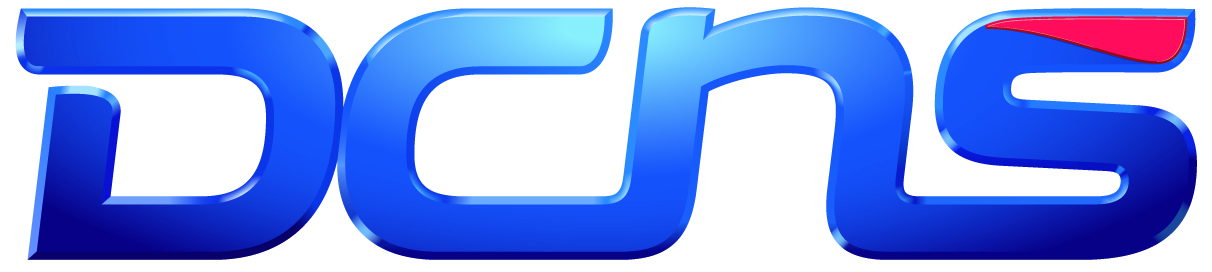
Logo DCNS de 2007 a 2017

Em 2007, a DCN adquiriu a filial francesa de atividades navais da Thales, denominada Armaris, uma antiga subsidiária que era dividida igualmente entre a DCN e a Thales, e a MOPA2, empresa responsável pelo projeto de construção de um segundo porta-aviões. Para reforçar sua nova identidade, o grupo resultante foi denominado DCNS. A Thales adquiriu uma participação de 25% no capital do grupo. Em 2011, a Thales aumentou sua participação no capital da DCNS para 35%.
A construção das fragatas multifuncionais furtivas (FREMM) começou em 2007. Em 2008, um drone aéreo pousou no convés de uma fragata no mar pela primeira vez na história. Em 2013, o grupo criou a subsidiária DCNS Research para promover suas atividades de pesquisa. A DCNS India, hoje Naval Group India, foi fundada em 2008, graças a dois contratos assinados em 2005 e 2008 para a entrega de seis submarinos convencionais da classe Scorpène. Da mesma forma, em 2013, foi inaugurado um canteiro de obras de submarinos no Brasil. O grupo criou a Universidade DCNS em 2013 para oferecer treinamento interno e externo. Em 28 de junho de 2017, DCNS mudou seu nome para Naval Group.

## Atividades
As atividades do Grupo Naval podem ser divididas em dois setores principais: defesa naval, atividade principal histórica do grupo (navios, submarinos, gestão da prontidão operacional das forças). Em 2021, o Naval Group encerrou as suas atividades na área das energias renováveis marítimas.

### Defesa naval
O Naval Group projeta, desenvolve e gerencia a prontidão operacional de sistemas navais de superfície e submarinos, e de seus sistemas e infraestruturas associados. Como gestor de projetos e integrador de embarcações armadas, o Naval Group intervém em toda a cadeia de valor, desde o planeamento estratégico do programa, até ao projeto, construção e gestão da prontidão operacional.
O grupo trabalha com a marinha francesa e outras marinhas, para produtos convencionais, e com autorização do governo francês. Também oferece sua experiência militar à Força Aérea Francesa para projetar sistemas automatizados de navegação e combate e modernização de aeronaves.

#### Sistemas navais de superfície
- Porta-aviões: Porta-aviões Charles de Gaulle
- Porta-helicópteros: LHD Mistral
- Fragatas multi-missão: fragatas da classe FREMM e fragatas da classe  (planejadas)[8]
- Fragatas multi-missão: Projeto de navio de patrulha de segunda geração para a Marinha Real da Malásia, com base na classe Gowind
- Fragatas classe Horizon
- Navios de média tonelagem: Corvetas classe Gowind
- Construção de drones aéreos para a marinha

#### Submarinos e armas submarinas
- Submarinos convencionais das classes  Scorpène, Andrasta e Attack
- Submarinos nucleares: submarinos nucleares de mísseis balísticos das classes Triomphant e Redoutable
- Submarinos nucleares: submarinos de ataque nuclear Rubis e Barracuda
- Torpedos pesados F21
- torpedos leves MU90

### Energia e infraestruturas marítimas
O grupo colabora com a EDF, CEA e AREVA na construção de usinas EPR e na manutenção de usinas nucleares. O Naval Group também constrói usinas termelétricas e bases navais. O grupo projetou as usinas elétricas de Mayotte, La Réunion e Saint-Pierre-et-Miquelon. Desde 2008, estudam um conceito de uma pequena usina nuclear (50 a 250 MWe) chamada Flexblue. O projeto foi suspenso em 2014.

## Responsabilidade corporativa
O Naval Group opera vários programas para promover a formação e integração profissional. O grupo assinou o Pacto PME, que fomenta o relacionamento entre grandes e pequenas empresas e estabelece parcerias com as principais universidades e instituições acadêmicas. Entre 2006 e 2013, a DCNS organizou o Troféu Poséidon para alunos das escolas de engenharia, que premiou projetos de alunos nas áreas de inovação e meio ambiente marítimo.
Entre 2008 e 2014, o Naval Group também executou um programa de integração profissional para pessoas com qualificação técnica e pessoas sem nenhuma qualificação, denominado Filières du Talent . Em 2010, este programa foi premiado com o Trophée national 2010 de l'entreprise citoyenne .

## Organização
O Naval Group é uma sociedade anónima privada na qual o Estado francês detém uma participação de 62,49%. O grupo Thales detém 35% do capital social, sendo os restantes 2,51% constituídos por ações da empresa e empregados. No final de 2016, o Naval Group empregava 12.771 pessoas, das quais mais da metade são trabalhadores do setor privado, enquanto a outra metade são trabalhadores do setor público. O grupo está presente em 18 países e firmou diversas parcerias fora da França por meio de suas subsidiárias e joint ventures.

### Governança
- Presidente e CEO: Pierre Eric Pommellet
- Vice-presidente executivo sênior de desenvolvimento: Alain Guillou
- Vice-presidente executivo sênior de finanças, jurídico e compras: Frank Le Rebeller

## Dados financeiros
|                                    | 2012  | 2013  | 2019  |
| ---------------------------------- | ----- | ----- | ----- |
| Volume de negócios (bilhões €)     | 3,36  | 2,93  | 3,7   |
| Pedidos firmes (bilhões de €)      | 2,53  | 2,27  | 5,3   |
| Carteira de pedidos (bilhões de €) | 14,46 | 13.22 | 15,06 |
| Lucro operacional (milhões €)      | 208,5 | 166,4 | 265,9 |
| Lucro líquido (milhões €)          | 163,7 | 104,1 | 178,2 |

## Bases

### Na França
O Naval Group opera 10 bases na França. Cada uma é especializada em uma atividade específica.
- Bagneux: sistemas de informação e vigilância
- Brest: serviços, prontidão operacional de navios e submarinos, manutenção das infraestruturas portuárias industriais da Marinha, energias marítimas renováveis. O local está localizado nos estaleiros de Brest, na zona de Froutven, e na Île Longue
- Cherbourg: produção de submarinos
- Toulon-Ollioules: sistemas de informação e vigilância
- Lorient: sistemas de defesa naval de superfície
- Nantes-Indret e Technocampus Ocean: submarinos, pesquisa e desenvolvimento, propulsão nuclear. Cofundador do centro de excelência da EMC
- Paris: sede do grupo
- Ruelle-sur-Touvre: submarinos, sistemas automatizados, simuladores, treinamento
- Saint-Tropez: armas submarinas (torpedos)
- Toulon: serviços, manutenção de submarinos e porta-aviões Charles de Gaulle

### No mundo
O Naval Group possui escritórios de representação na Austrália, Arábia Saudita, Brasil, Chile, Emirados Árabes Unidos, Grécia, Índia, Indonésia e Malásia. O grupo também é representado em todo o mundo por suas subsidiárias e joint ventures, que são de propriedade integral ou operadas em associação com outras empresas.

#### Europa-Oriente Médio
- França:
  - Sirehna, uma subsidiária 100% própria: hidrodinâmica naval, soluções de navegação para navios e soluções de desembarque para veículos marítimos, terrestres ou aéreos e drones
  - Défense Environnement Services, uma subsidiária de 49%, em parceria com a Veolia Environnement: infraestruturas multisserviços 
  - Kership, uma sociedade detida a 45%, com a Piriou: navios de média tonelagem para o Estado francês
- Os Países Baixos:
  - Naval Group BV Den Haag, Naval Group Far East é uma subsidiária integral do Naval Group.: Na Bélgica: o Naval Group Belgium é uma subsidiária integral do Naval Group.
- Bélgica:
  - O Naval Group Belgium é uma subsidiária integral do Naval Group.
- Irlanda:
  - OpenHydro, uma subsidiária de 62% da Naval Energies: turbinas de corrente marítima
- Arábia Saudita:
  - Naval Group Support, uma subsidiária 100% própria: assistência para as missões de prontidão operacional do grupo Naval Group[carece de fontes?]

África
- Egito: Naval Group Alexandria é uma subsidiária integral do Naval Group.

#### Ásia-Pacífico
- Índia:
  - Naval Group India, uma subsidiária 100% própria: apoio às atividades técnicas e de pesquisa nos estaleiros navais locais
- Malásia:
  - Naval Group Malaysia, uma subsidiária 100% detida: assistência ao Naval Group em suas atividades locais
  - Boustead Naval Group Naval Company, subsidiária de 40%, em parceria com Boustead: prontidão operacional de submarinos
- Singapura:
  - Naval Group Far East, uma subsidiária 100% própria: logística e manutenção para sistemas navais e aéreos e marítimos
- Austrália
  - Naval Group Australia, uma subsidiária de propriedade de 100%: adjudicado contrato SEA1000 em 2016 como DCNS Australia pelo governo australiano. Responsável pelo projeto de doze futuros submarinos para a Marinha Real Australiana.[12] O contrato foi cancelado em setembro de 2021.[13]

#### Américas
- Brasil:
  - Naval Group do Brasil, uma subsidiária 100% própria: escritório de vendas do grupo no Brasil
  - Prosin, subsidiária 100% do Naval Group do Brasil: A responsabilidade pela engenharia de sistemas navais no Brasil
  - Itaguaí Construções Navais, subsidiária com 41% do capital, em parceria com o Governo Brasileiro: construção de submarinos como parte do contrato assinado pela DCNS com a Marinha do Brasil .
- Canadá:
  - Naval Group Technologies Canada Inc, uma subsidiária com 100% do capital: o escritório de vendas do grupo no Canadá

## Controvérsias
A DCN / DCNS desempenha um papel importante em "um dos maiores escândalos políticos e financeiros da França da última geração que deixou um rastro de oito mortes inexplicáveis, quase meio bilhão de dólares em dinheiro perdido e alegações preocupantes de cumplicidade do governo" uma venda de navios de guerra para Taiwan na década de 1990.

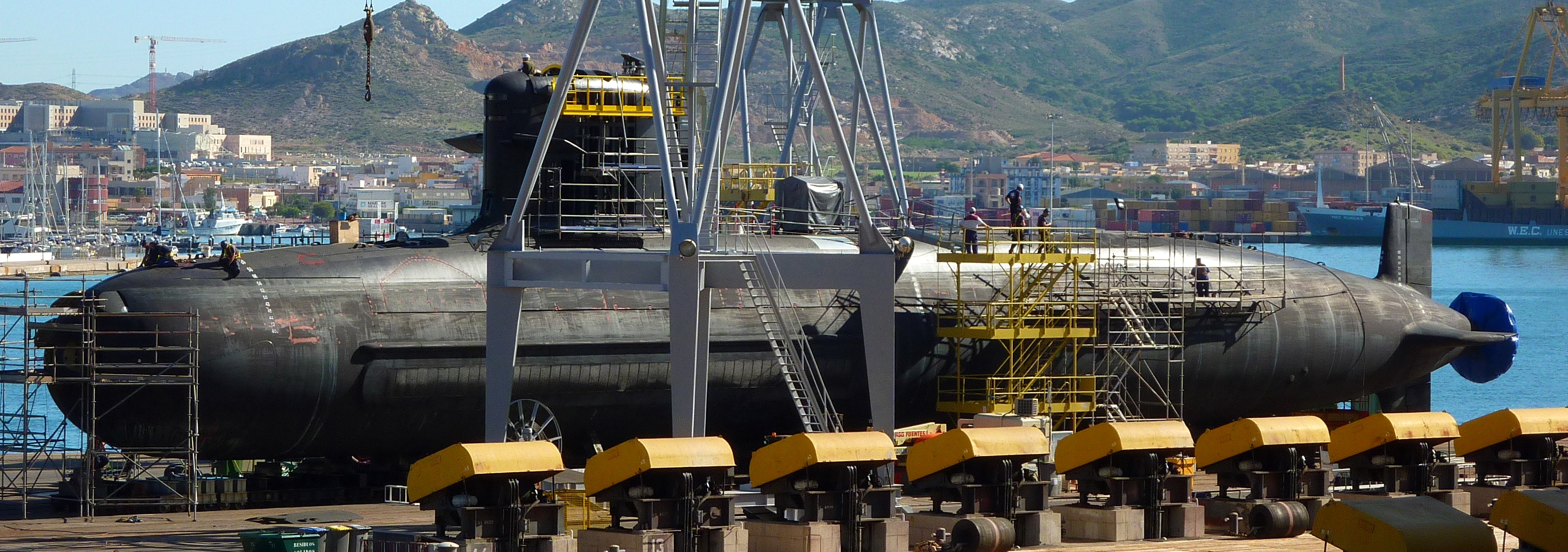
Submarino da classe Scorpène antes da entrega para a Malásia

Além das questões relacionadas à venda de navios para Taiwan mencionadas acima, os promotores franceses começaram a investigar uma ampla gama de acusações de corrupção em 2010 envolvendo diferentes vendas de submarinos, com possível suborno e propinas a altos funcionários na França. Em particular interesse dos promotores são as vendas de submarinos da classe Scorpène para países como Índia e Malásia. A investigação na Malásia foi motivada pelo grupo de direitos humanos Suaram, pois envolveu o primeiro-ministro Najib Razak quando ele era ministro da Defesa e seu amigo Abdul Razak Baginda, cuja empresa Primekar teria recebido uma enorme comissão durante a compra de dois Scorpène.
Os investigadores franceses estão interessados no fato de que a Perimekar foi formada apenas alguns meses antes do contrato ser assinado com o governo da Malásia e a DCNS e que a Primekar não tinha histórico de manutenção de submarinos e não tinha capacidade financeira para apoiar o contrato.
As investigações também revelaram que uma empresa com sede em Hong Kong chamada Terasasi Ltd, na qual os diretores são de Razak Baginda e seu pai, que venderam documentos classificados de defesa da Marinha da Malásia para a DCNS. Também estão sob escrutínio as alegações de extorsão e o assassinato de Shaariibuugiin Altantuyaa, um tradutor que trabalhou no negócio.
Em 15 de dezembro de 2015, os tribunais franceses indiciaram Bernard Baiocco, ex-presidente da Thales International Asia por pagar propinas a Abdul Razak Baginda. Ao mesmo tempo, o diretor do estaleiro DCN International foi indiciado por uso indevido de ativos corporativos.
Em 24 de agosto de 2016, foi relatado pelo jornal The Australian que um vazamento de relatório de 22 mil páginas ocorreu sobre o submarino da classe Scorpène,  não relacionado atualmente, sendo construído pela Índia como parte de um acordo de 3,5 bilhões de dólares. O suposto vazamento de informações confidenciais do Scorpène continha dados sobre furtividade, sensores, nível de ruído em diferentes profundidades do mar, informações acústicas e muito mais. A Marinha indiana passou a culpa pelo vazamento de dados para fontes estrangeiras não identificadas, possivelmente pelo hacking de dados confidenciais. O Naval Group apresentou uma queixa contra o jornal na Suprema Corte do Estado de New South Wales, na Austrália, por ter publicado ilegalmente documentos contendo informações técnicas antigas sobre o Scorpene. O tribunal australiano decidiu a favor do Naval Group em 29 de agosto e confirmou sua decisão em 1º de setembro.